# Thomas Nippold
Thomas Dietrich Nippold (* 29. August 1963 in Starnberg; † 19. August 2014 in Berlin) war ein deutscher Drehbuchautor und Rechtsanwalt in Berlin.
Nippold besuchte bis zum Abitur das Gymnasium in Starnberg, studierte anschließend Rechtswissenschaft an der Ludwig-Maximilians-Universität in München und an der Freien Universität in Berlin bis zur 1. Juristischen Staatsprüfung. Es folgten der Juristische Vorbereitungsdienst, die 2. Juristische Staatsprüfung und die Zulassung als Rechtsanwalt durch die Rechtsanwaltskammer Berlin. Seit dem an war Nippold zunächst Teil einer großen Anwalts- und Steuerkanzlei mit Sitz in Berlin-Mitte und ab 2012 bis zu seinem Tode Partner der Kanzlei Nippold & Kurth Partnerschaft. Seine Schwerpunkte lagen im Arbeits-, Miet- und Strafrecht.
In seiner anwaltlichen Laufbahn widmete sich Nippold intensiv der Referendaraus- und -fortbildung.
Daneben schrieb Nippold seit den 1980er Jahren bis 2005 Drehbücher, unter anderem für Fernsehserien wie Im Namen des Gesetzes, Medicopter 117 – Jedes Leben zählt, Klinik unter Palmen und Küstenwache sowie für die ZDF-Komödie Die Traumnummer – Die Hotline zum Glück und den ZDF-Fernsehfilmen Dir zu Liebe mit Maria Furtwängler und Timothy Peach. Für das österreichische TV-Lustspiel Fröhlich geschieden schrieb er 1996 das Drehbuch zusammen mit Rainhard Fendrich.